# Sky Trackers
Sky Trackers  è una serie televisiva australiana in 26 episodi trasmessi per la prima volta nel corso di una sola stagione nel 1994. È una serie d'avventura e di fantascienza per ragazzi.

## Trama
Alcune famiglie vivono in una stazione di ricerca e monitoraggio dello spazio, situata nel cuore del deserto australiano. Nel gruppo sono inclusi anche alcuni ragazzi: Nikki e Maggie, due tredicenni, Marie Colbert, Mike e Tony Masters, Christian, Effie e Frank Gilles, tutti appassionati di astronomia ed esplorazione spaziale.

## Personaggi e interpreti
- Nikki Colbert (26 episodi, 1994), interpretata da Petra Yared.
- Mike Masters (26 episodi, 1994), interpretato da Zbych Trofimiuk.
- Maggie Colbert (26 episodi, 1994), interpretata da Emily-Jane Romig.
- Tony Masters (26 episodi, 1994), interpretato da Steve Jacobs.
- Marie Colbert (26 episodi, 1994), interpretata da Anna Maria Monticelli.
- Frank Giles (26 episodi, 1994), interpretato da Paul Sonkkila.
- Christian (26 episodi, 1994), interpretato da Marco Chiappi.
- Elfie (26 episodi, 1994), interpretato da Roz Hammond.
- Brad (26 episodi, 1994), interpretato da Mark Venn.
- Lisa (26 episodi, 1994), interpretata da Dyen Vu.
- Bruce (26 episodi, 1994), interpretato da Justin Anderson.
- Steve (26 episodi, 1994), interpretato da Kaz Hall.
- Joe (26 episodi, 1994), interpretato da Gareth Yuen.
- Kathy (26 episodi, 1994), interpretata da Kathryn Marks.
- Sam (26 episodi, 1994), interpretato da Nelson Leongue.
- Dick (26 episodi, 1994), interpretato da Frank Veneziano.
- Tania (4 episodi, 1994), interpretata da Susan Tan.
- Robert Colbert (3 episodi, 1994), interpretato da Jean-Pierre Mignon.

## Produzione
La serie, ideata da Tony Morphett e Jeff Peck, fu prodotta da Patricia Edgar e Margot McDonald per la Australian Children's Television Foundation e girata nel Nuovo Galles del Sud e a Melbourne in Australia. Le musiche furono composte da Tassos Ioannides, Phil Judd, Cezary Skubiszewski e Alan Fowler.

### Registi
Tra i registi della serie sono accreditati:
- Mario Andreacchio in 2 episodi (1994)
- Steve Jodrell

### Sceneggiatori
Tra gli sceneggiatori della serie sono accreditati:
- Robert Greenberg in 3 episodi (1994)
- Cameron Clarke in 2 episodi (1994)
- Tony Morphett in un episodio (1994)
- Jeff Peck in un episodio (1994)
- Deborah Cox
- Jutta Goetze
- Mac Gudgeon
- Peter Hepworth
- Sue Hore
- Rick Maier
- Jan Sardi
- Steve J. Spears

## Distribuzione
La serie fu trasmessa in Australia nel 1994 sulla rete televisiva Seven Network. In Italia è stata trasmessa su reti locali con il titolo Sky Trackers.
Alcune delle uscite internazionali sono state:
- in Australia il 1994 (Sky Trackers)
- in Argentina (Cazadores de estrellas)
- in Francia (Chasseurs d'étoiles)
- in Italia (Sky Trackers)

## Episodi
| Stagione       | Episodi | Prima TV Australia |
| -------------- | ------- | ------------------ |
| Prima stagione | 26      | 1994               |